# Guerre anglo-espagnole (1727-1729)
Pour les articles homonymes, voir Guerre anglo-espagnole.
Batailles
- Blocus de Portobelo (en)
- Gibraltar (en)
- 11 mars 1727 (en)

La guerre anglo-espagnole de 1727 à 1729 fut le point culminant d'une crise européenne. Elle se limita à de petits théâtres d'opérations entre la Grande-Bretagne et l'Espagne alors qu'une guerre européenne généralisée fut évitée. Elle se composa essentiellement de l'échec d'une tentative britannique du blocus de Portobelo et l'échec d'une tentative espagnole de capture de Gibraltar. Elle se termina par un retour à l'ancien statu quo ante bellum lors du traité de Séville.

## Prélude

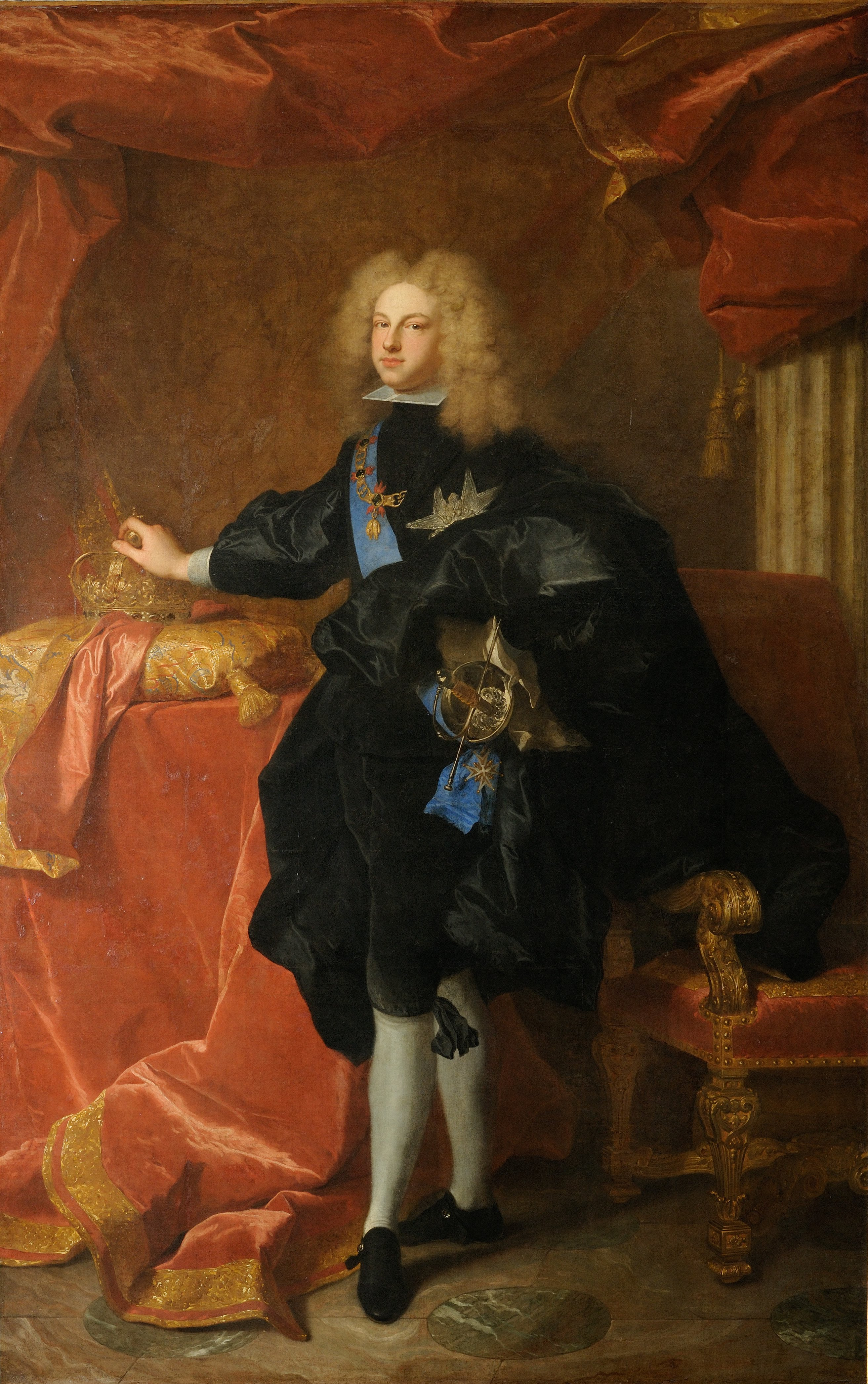
Philippe V

L'Espagne, lors de la guerre de Succession d'Espagne (1701-1714) et celle de la quadruple-Alliance (1718-1720), a perdu toutes ses possessions en Italie au profit de l'Autriche, ainsi que la forteresse de Gibraltar et l'île de Minorque au profit de la Grande-Bretagne. À la fin du conflit, le pays est relativement isolé en matière de politique étrangère et l'hostilité à l'égard de ces deux pays régit la politique de Philippe V d'Espagne. Les divergences politiques émergent de nouveau avec la Grande-Bretagne pour les Caraïbes.
L'empereur Charles VI utilise l'occupation par l'Autriche des Pays-Bas pour créer une compagnie commerciale d'outre-mer. Celle-ci, la compagnie d'Ostende, opère dès 1717, en concurrence avec les grandes puissances navales qui voient leurs intérêts économiques attaqués. Déjà, en 1724, ils se réunissent à un congrès européen à Cambrai pour demander, sans succès, la dissolution de la compagnie d'Ostende. À cette occasion, les résolutions du traité de La Haye sont remises en question, particulièrement l'attribution des duchés de Toscane et de Parme et Plaisance qui ont été promis au fils aîné de Philippe V. L'Autriche et l'Espagne se trouvent donc en désaccord avec les puissances navales.
Le 30 avril 1725, par le traité de Vienne est signée entre l'Espagne et l'Autriche par laquelle ils mettent fin à leurs querelles et ils confirment leur soutien mutuel. L'Espagne est la première grande nation en Europe à reconnaitre la Pragmatique sanction et la compagnie d'Ostende. Dans un accord supplémentaire tenu secret du traité, l'empereur Charles VI promet, en échange, de soutenir l'Espagne dans ses efforts pour récupérer Gibraltar et Minorque, et en cas de guerre, d'envoyer 30 000 soldats.
Cet accord, qui, selon le point de vue des contemporains menaçait l'équilibre des puissances en Europe, suscite de fortes réactions. Le 3 septembre 1725, la Grande-Bretagne, l'électorat de Hanovre, la France et la Prusse (qui espère ainsi faire valoir sa prétention sur le comté de Jülich) concluent une alliance appelée « alliance des maisons régnantes ». Les Pays-Bas, la Suède et le Danemark se joignent plus tard à cette alliance, ils craignent également les conséquences économiques d'une forte coopération austro-espagnole.

## La crise

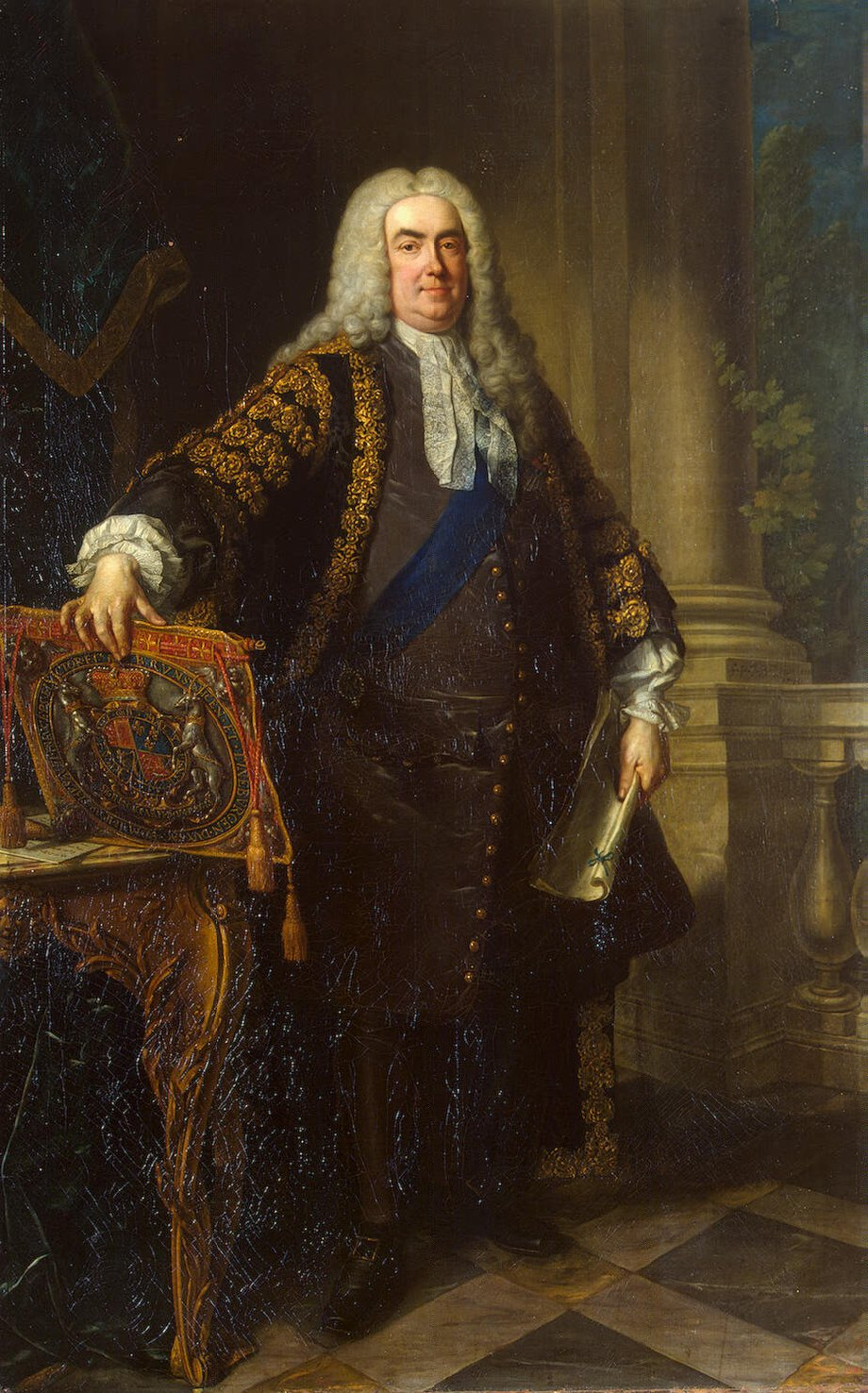
Le ministre Robert Walpole (1676 – 1745)

En 1726, la situation politique déjà tendue se détériore et cela a pour conséquence le réarmement des puissances concernées. Le 5 novembre 1725, l'Espagne et l'Autriche renforcent leur alliance et la promesse d'une aide mutuelle en cas de guerre contre la France. Dans ce cas, Charles VI disposerait de l'Alsace et des diocèses de Metz, Toul et Verdun, et Philippe V occuperait le Roussillon. Le mariage entre la fille de Charles VI et le fils de Philippe V est envisagé. Le projet d'union entre les deux dynasties est aussi de nature à perturber l'équilibre du pouvoir politique en Europe et conduit à l'adoption de contre-mesures par l'« alliance des maisons régnantes ». La situation se détériore encore plus lorsque la Russie rejoint, le 6 août 1726, l'alliance austro-espagnole. Elle est suivie par la Pologne, la Saxe et la Bavière.
Les plans de guerre sont prêts en Grande-Bretagne, en France et en Prusse. Les troupes prussiennes avec une brigade de Hanovre auraient dû entrer en Silésie, tandis que la France aurait attaqué l'Autriche, en Italie ou sur le Rhin. L'intégration de la Russie dans l'alliance austro-espagnole empêche la mise en œuvre de ces plans car le roi de Prusse Frédéric-Guillaume Ier est dans l'impossibilité de mener une guerre contre Catherine Ire de Russie. Tous les États concernés accélèrent leurs préparatifs de guerre. Les troupes sont massées sur les frontières dès 1725 et la défense de Gibraltar est placée sous la direction de l'Anglais Richard Kane. Au cours de l'année 1726, la Grande-Bretagne envoie trois flottes : une première dans la mer Baltique menaçant la Russie, une autre contrôlant de la Méditerranée, tandis que le troisième a pour tâche de bloquer le commerce de Portobelo dans les Caraïbes. Ainsi, l'Angleterre souhaite montrer à Philippe V sa puissance navale. En contrepartie, la Russie envoie certains de ses navires dans l'Atlantique qui passent l'hiver dans le port espagnol de Saint-André.

## Les opérations militaires
En 1726, l'Espagne et la Grande-Bretagne sont en guerre. Afin d'éviter une escalade du conflit armé, la flotte britannique en face de Portobelo reçoit l'ordre du ministre Robert Walpole de ne pas attaquer la ville, mais seulement de bloquer les navires afin d'empêcher le commerce des Espagnols. Le climat tropical provoque, à bord des navires de nombreuses maladies, qui coûtent la vie à des milliers de marins et de soldats, y compris l'amiral commandant l'escadre équipe comprenait, après quoi le conflit dans la région des Caraïbes se limite en la confrontation de navires de commerce et de navires corsaires, utilisés par les deux parties.
La seule grande opération militaire du conflit est le siège de Gibraltar. L'Espagne n'a jamais accepté la perte de la forteresse de Gibraltar (1704), confirmé en 1713 par le traité d'Utrecht. C'est l'occasion pour Philippe V de la reprendre, pour cela, il envoie un corps expéditionnaire de 12 000 soldats  qui aurait dû être commandé par le marquis de Villadrias, lequel en 1704 avait déjà assiégé la ville. Mais celui-ci renonce parce qu'il doute du succès de l'opération. Le comte de la Torres (en) prend le poste, il commence l'opération contre la forteresse, le 11 février 1727, qui est défendue par 1 500 soldats britanniques.
Comme la flotte britannique en Méditerranée peut tranquillement assurer la liaison avec la forteresse assiégée, les Espagnols ne peuvent isoler la ville. La garnison de la forteresse est renforcée par 5 000 hommes et les approvisionnements sont délivrés par la flotte sous le commandement du contre-amiral Charles Wager.
Après quelques mois, grâce à la médiation de la France, le cardinal Fleury réussit à réunir les acteurs du conflit le 31 mai à Paris afin de conclure des préliminaires de paix. Par conséquent, le 12 juin, les Espagnols mettent fin au siège, près de 300 soldats britanniques et 1 500 Espagnols ont perdu la vie.

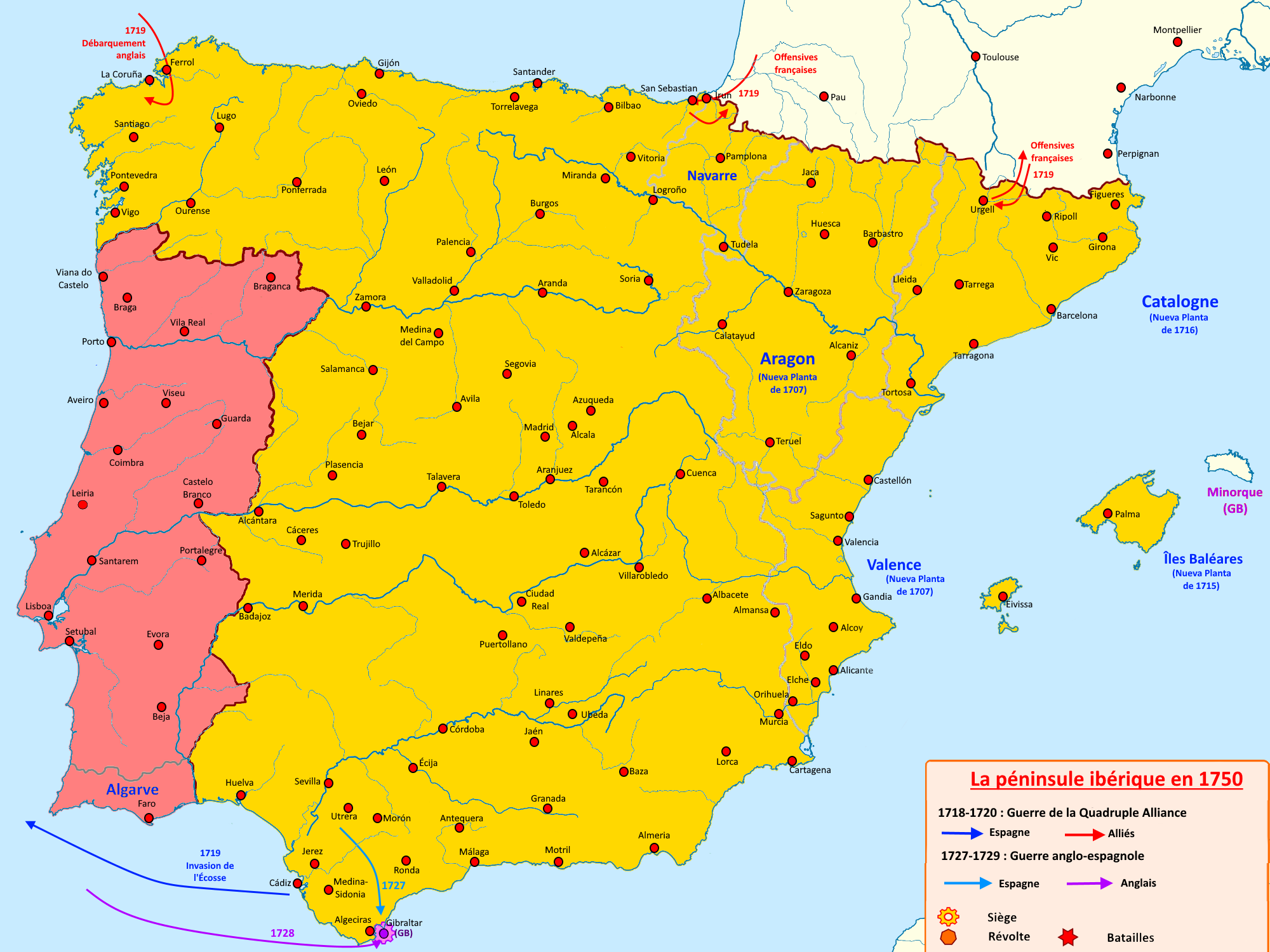
Les guerres de Philippe V de 1715 à 1750

## L'accord

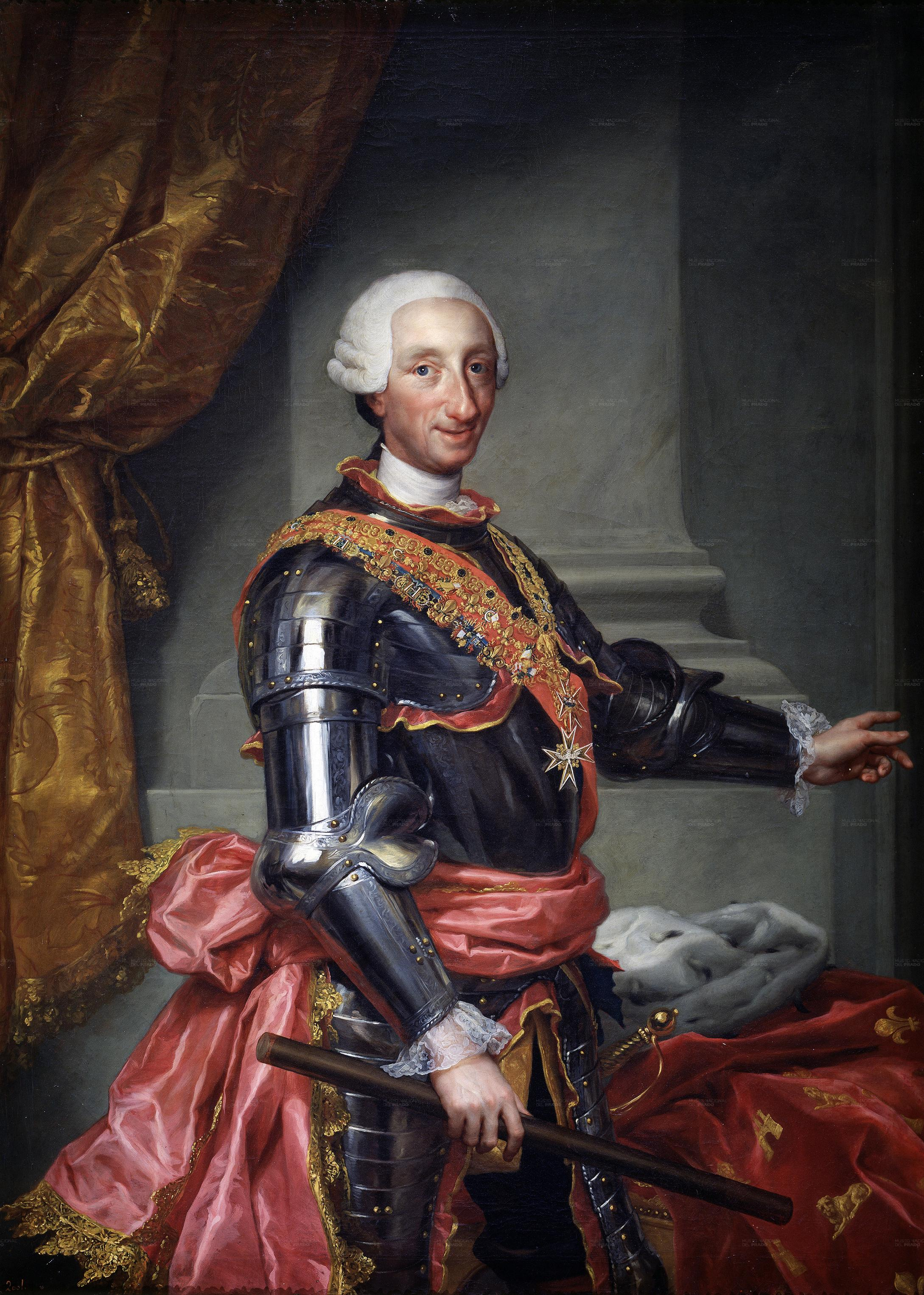
L'infant Don Carlos, futur Charles III d'Espagne (1716–1788)

Les préliminaires de paix à Paris, se terminent immédiatement après l'arrêt des opérations militaires, à l'exception de la guerre des corsaires dans les Caraïbes. Il faut quatre mois pour régler les désaccords entre toutes les parties en vue d'une conférence de paix. C'est seulement le 14 juin 1728 que débutent à Soissons les négociations qui durent jusqu'à l'année suivante sans se conclure. Le 3 décembre de cette année, la Prusse sort de l'« alliance des maisons régnantes » par le traité de Berlin, après que l'empereur Charles VI lui ait garanti en échange de la reconnaissance de la Pragmatique Sanction, l'annexion de la région de Jülich.
En 1729, Charles VI retire l'offre de mariage de ses filles aux fils de Philippe V : la raison en est que le ministre britannique Walpole a indiqué que l'Angleterre est disposée à reconnaître la Pragmatique Sanction et que les mariages n'apportent plus rien aux Habsbourg. Pour les Bourbon d'Espagne, ces deux mariages sont la principale raison de l'alliance et donc sans aucune consultation de Vienne, l'Espagne sort de l'alliance et le 9 novembre 1729, elle conclut avec la France, les Pays-Bas et la Grande-Bretagne, le traité de Séville. Ce nouveau traité modifie la répartition du pouvoir en Europe. L'Espagne s'engage à œuvrer en faveur de la dissolution de la Compagnie d'Ostende. En échange, les autres puissances garantissent à l'Espagne le duché de Parme et Plaisance à l'infant Don Carlos après l'extinction de la dynastie des principes Farnese, éventuellement par une intervention armée.

## La situation après la guerre
L'Espagne a effectivement reconnu la souveraineté britannique sur Gibraltar par le traité de Séville, mais les affrontements navals, en particulier dans les Caraïbes, se poursuivent. Cela conduit, en 1739, à une guerre ouverte entre l'Espagne et l'Angleterre, qui est également appelée la guerre de l'oreille de Jenkins (1739 à 1742). Le siège de Gibraltar, a montré la nécessité de la réforme de l'armée espagnole, aussi en 1728, quatre nouvelles écoles d'artillerie sont créées en Espagne. Don Carlos a ensuite effectivement succédé aux Farnèse.
Le 16 mars 1731, la Grande-Bretagne et l'Autriche se réconcilient. La Grande-Bretagne garantit l'acceptation de la Pragmatique Sanction et l'empereur Charles VI dissout la Compagnie d'Ostende, ainsi qu'il accepte le retour de la présence espagnole dans les duchés italiens. Les intérêts divergents, toutefois, conduisent à la guerre de Succession de Pologne (1733 à 1738), le « vieux système » européen s'est alors reconstitué, la France et l'Espagne d'un côté et la Grande-Bretagne et l'Autriche de l'autre afin d'assurer l'équilibre global des puissances.

## Sources
- (it) Cet article est partiellement ou en totalité issu de l’article de Wikipédia en italien intitulé « Guerra anglo-spagnola (1727-1729) » (voir la liste des auteurs).